# Faradaya glabra
Faradaya glabra là một loài thực vật có hoa trong họ Hoa môi. Loài này được (Moldenke) A.C.Sm. & S.P.Darwin mô tả khoa học đầu tiên năm 1991.